# Ichnanthus zehntneri
Ichnanthus zehntneri är en gräsart som beskrevs av Carl Christian Mez. Ichnanthus zehntneri ingår i släktet Ichnanthus och familjen gräs. Inga underarter finns listade i Catalogue of Life.